# St. Paul’s (London Underground)

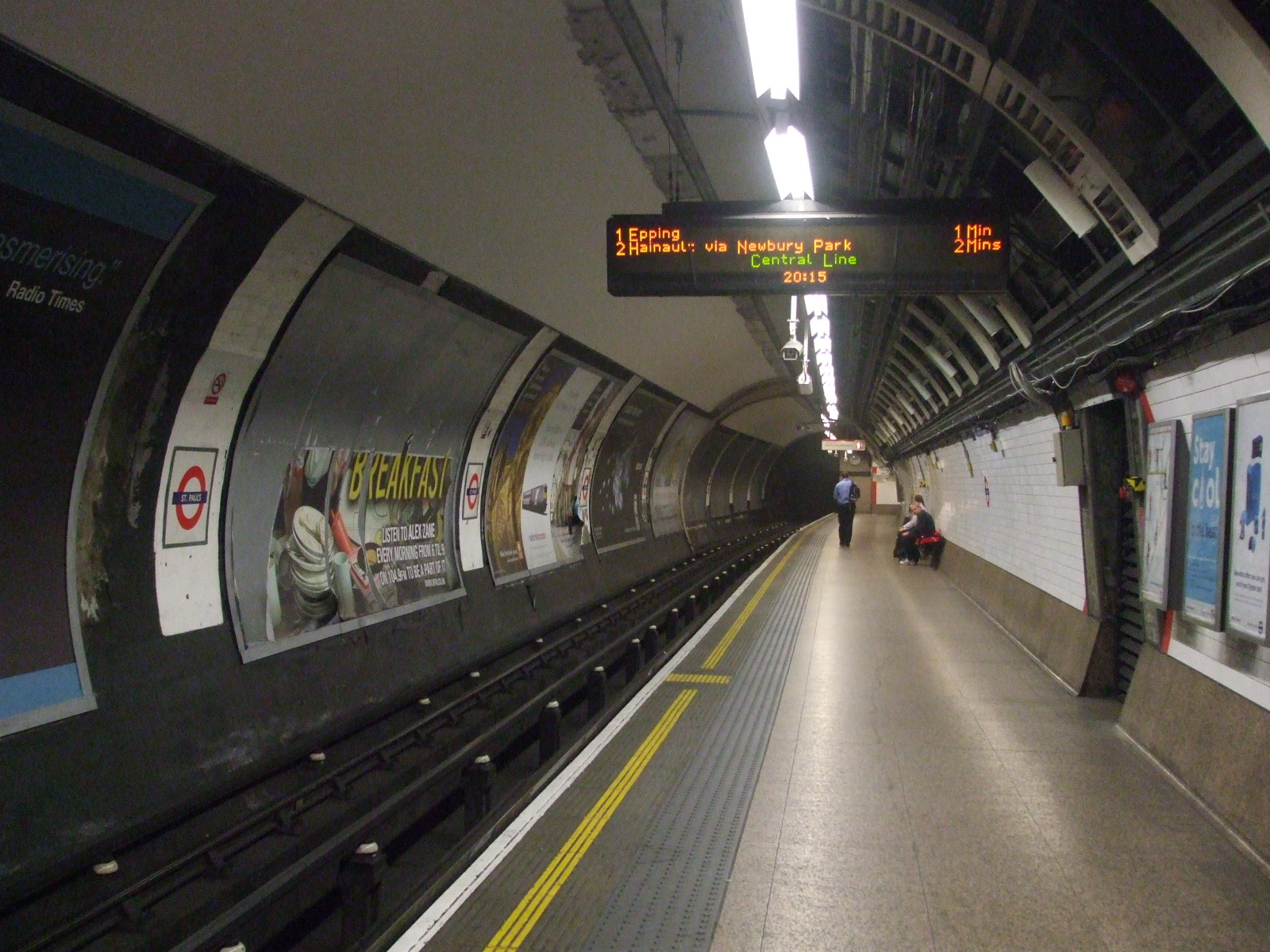
Bahnsteig in Richtung Westen

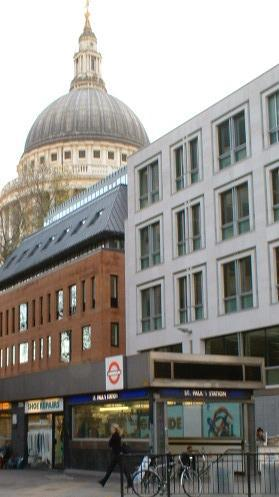
Station St Paul’s, im Hintergrund die St Paul’s Cathedral

St. Paul’s ist eine unterirdische Station der London Underground in der City of London. Sie liegt in der Travelcard-Tarifzone 1, wenige Meter nordöstlich der St Paul’s Cathedral. Hier halten Züge der Central Line. Im Jahr 2013 nutzten 16,44 Millionen Fahrgäste die Station.
Die Eröffnung erfolgte am 30. Juli 1900 durch die Central London Railway, die Vorgängergesellschaft der Central Line. Zunächst hieß die Station Post Office, da sich der Eingang gegenüber dem General Post Office, dem damaligen Hauptsitz der britischen Postverwaltung, befand. Am 1. Februar 1937 nahm man neue Rolltreppen in Betrieb, welche die Bahnsteige mit einer neuen Schalterhalle verbanden. Der Eingang wurde nach Westen verlegt und lag nun näher zur weitaus bekannteren Kathedrale. Nach der Umbenennung des Bahnhofs St. Paul’s in Blackfriars 1937 erhielt nun die U-Bahn-Station diesen Namen.
Zum Zeitpunkt der Errichtung der Bahnsteige waren die Straßen darüber sehr schmal. Da die Tunnelröhren damals ausschließlich dem Verlauf der Straßen folgten, um Entschädigungen für Vibrationen an den Gebäuden zu vermeiden, befindet sich das ostwärts führende Gleis über dem westwärts führenden. Bei der benachbarten Station Chancery Lane ist dies genau umgekehrt.